# Слопаново-Хаби
Слопаново-Хаби [swɔpaˈnɔvɔ ˈxubɨ] је село у управном округу Гмина Обжицко, у округу Шамотуљски, Војводство великопољско, у западно-централном делу Пољске.